# Мытищи (мини-футбольный клуб)
«Мытищи» — российский мини-футбольный клуб из Мытищ. Основан в 2002 году. В сезонах 2006/07 — 2014/15 выступал в Суперлиге. Высшее достижение — 8 место в сезоне 2008/09.

## История
Мини-футбольный клуб «Мытищи» основан в 2002 году. Главным тренером команды стал Михаил Бондарев, в качестве наставника сборной России по мини-футболу выигравший тремя годами ранее золото чемпионата Европы по мини-футболу. Подмосковная команда провела свой первый матч 16 ноября 2002 года, добившись победы над ФК «Дмитров» в матче Второй лиги. В первом сезоне «Мытищи» сумели заработать путёвку в Первую лигу, во втором — уже в Высшую лигу. Проведя там два сезона, мытищинцам удалось пробиться в высший дивизион российского мини-футбола — Суперлигу.
Таким образом, «Мытищи» начали сезон 2006/07 среди сильнейших команд России. В нём они заняли предпоследнее место, сумев обогнать лишь петербургский «Политех». В следующем сезоне, помимо петербуржцев, подмосковная команда опередила уфимскую «Динамо-Тималь». Более успешным стал для «Мытищ» сезон 2008/09, когда они заняли восьмое место, занеся в актив гостевую победу над чемпионом — «ВИЗ-Синарой».
В следующим сезоне команда переехала на новую арену в Мытищи, ранее клуб базировался в Пушкино. Также у подмосковного клуба появилась своя спортшкола. Но сезон команда завершила, не выполнив основной задачи на сезон — попасть в плей-офф, так как заняла лишь десятое место. В следующем сезоне 2010/11 после неудачного старта клуб поменял тренера — им стал Александр Бабкин, но в итоге клуб занял девятое место, в одной ступени остановившись от попадания в плей-офф. В сезоне 2011/12 команда снова боролась за попадание в плей-офф — с «Диной» и «Новой генерацией», но заняла только десятое место.
В чемпионате 2012/13 «Мытищи» провалили старт сезона, набрав в первом круге только три очка. Вместо Александра Бабкина был назначен Максим Горбунов. Под конец сезона «Мытищи» стали набирать очки почти во всех матчах, но заняли только девятое место. В следующих двух сезонах клуб по-прежнему боролся за зону плей-офф, но неизменно становился девятым. В мае 2015 года Горбунов покинул клуб. 
По окончании сезона 2014/15 клуб по финансовым причинам покинул Суперлигу и сезон 2015/16 провёл в Высшей лиге. Под руководством Владимира Правского «Мытищи» заняли 5 место в дивизионе «Центр». После 2016 года клуб не выступал в профессиональных турнирах.
В июне 2023 года сообщалось, что в сезоне 2023/24 «Мытищи» примут участие в Высшей Лиге, но в объявленный в августе состав участников соревнований он не попал.

## Выступления в чемпионате России
| Сезон   | Лига                               | Место           | Примечание                                   |
| ------- | ---------------------------------- | --------------- | -------------------------------------------- |
| 2002/03 | Вторая лига (IV)                   | 3               | Выход в Первую лигу                          |
| 2003/04 | Первая лига (III)                  | 2               | Выход в Высшую лигу                          |
| 2004/05 | Высшая лига (II)                   | 3               |                                              |
| 2005/06 | Высшая лига (II)                   | 3 (плей-офф: 1) | Выход в Суперлигу                            |
| 2006/07 | Суперлига (I)                      | 11              |                                              |
| 2007/08 | Суперлига (I)                      | 11              |                                              |
| 2008/09 | Суперлига (I)                      | 8               |                                              |
| 2009/10 | Суперлига (I)                      | 10              |                                              |
| 2010/11 | Суперлига (I)                      | 9               |                                              |
| 2011/12 | Суперлига (I)                      | 10              |                                              |
| 2012/13 | Суперлига (I)                      | 9               |                                              |
| 2013/14 | Суперлига (I)                      | 9               |                                              |
| 2014/15 | Суперлига (I)                      | 9               | Переход в Высшую лигу по финансовым причинам |
| 2015/16 | Высшая лига (II), дивизион «Центр» | 5               | Потеря профессионального статуса             |